# Tom Bevill
Tom Bevill (ur. 27 marca 1921 w Townley, Alabama, zm. 28 marca 2005 w Jasper, Alabama) – amerykański polityk, członek Partii Demokratycznej, piętnastokrotnie wybierany do Izby Reprezentantów Stanów Zjednoczonych, jako przedstawiciel czwartego okręgu wyborczego w Alabamie (w latach 1967-1973, okręg ten oznaczony był numerem siódmym).
Podczas II wojny światowej służył w Armii Stanów Zjednoczonych. Z wykształcenia był prawnikiem.
Od 1958 zasiadał w Legislaturze Alabamy. W 1967 wybrany został do Izby Reprezentantów, gdzie zasiadał nieprzerwanie przez kolejne trzydzieści lat, aż do roku 1997, kiedy to zrezygnował z ubiegania się o kolejną reelekcę.